# I. Bajazid oszmán szultán
I. Bajazid, elterjedt átírással Bajezid (Demótika?, 1347/1354 – Akşehir, 1403. március 8.), a negyedik oszmán szultán 1389-től 1402-ig. Legendásan gyors csapatmozdulatairól katonái Villámnak (Jilderim) nevezték. Kiváló hadvezér volt, amíg a sorozatos sikerek elbizakodottá nem tették.

## Élete

### Ifjúkora
Bajazid 1347/1354 körül született, édesapja I. Murád. Fiatalon részt vett apja hadjárataiban, így a rigómezei csatában is, ahol a törökök döntő győzelmet arattak a szerbek fölött, de Murád szultán elesett.[forrás?]

### Trónralépte
Édesapja halála után, 1389-ben ő lett az Oszmán Birodalom uralkodója és hogy megbosszulja Murád halálát, minden szerb foglyot lemészároltatott[forrás?] – ugyanakkor öccsét is megfojtatta, tettét azzal indokolván, hogy hiszen Allahnak sincsen versenytársa.
Megegyezett az ugyancsak elesett I. Lázár szerb cár fiával és utódával, Lazarevics Istvánnal – amelynek értelmében István a szultánt minden hadi vállalkozásában támogatni tartozott.

### Első évei
1391-ben ostrom alá fogta Konstantinápolyt, mire V. János bizánci császár, keresztes hadjáratra buzdította fel a keresztény világot[forrás?] János utódától, II. Mánueltől hiába sürgette a főváros átadását – az nem történt meg. Bosszúból Bajazid évekig ostromolta Bizáncot.
1394-ben véget vetett Bulgária függetlenségének – Zsigmond király közbenjárását pedig gőgösen visszautasította.
Ugyancsak 1394-ben Havasalföldet is meghódította, valamint befejezte Thesszália és Makedónia elfoglalását.[forrás?]
Bajazid ezután seregének egy részét Boszniába küldte – a hadtest Zsigmond királytól vereséget szenvedett. Hasonló történt a Szerémséget pusztító török csapattal is.
E hadjáratok mellett Kis-Ázsiát sem hanyagolta el: 1393 és 1398 között sorra elfoglalta a nyugat-anatóliai türkmén emírségeket. 1395-ben megépíttette a Boszporusz ázsiai partján, Konstantinápolytól nem messze az Anatóliai Erődöt (Anadolu Hiszári)[forrás?]

### A nikápolyi csata
E hadjáratok ideje alatt több keresztény fejedelem, élükön Zsigmond királyunkkal szövetséget kötött a félhold ellen és 1396 tavaszán tekintélyes számú lovag vonult az Al-Duna vidékére. A seregben francia, lengyel és német vitézek sorakoztak a magyarok mellett. Zsigmond a bolgár Nagy-Nikápolyt vette ostrom alá. Azonban mialatt a keresztes had a várat vívta, Bajazid hatalmas serege élén megérkezett a város alá és merészen megtámadta a keresztényeket. A nikápolyi csata szeptember 28-án a keresztények teljes vereségével ért véget. A francia lovagok – akiknek elhamarkodott támadása okozta a vereséget – majdnem mind odavesztek vagy foglyul estek.

### Bizánc második ostroma
A diadal lelkesítő hatása alatt Bajazid ismét Bizánc ostromához fogott. 1398-ban a bizánci császár jelentős hadisarcot fizetett, hogy a törökök elvonuljanak[forrás?], emellett az is közrejátszott a hadjárat befejezésében, hogy a szultánnak Anatóliában új ellenfele jelent meg.

### Timur Lenk támadásai
1400-ban Timur Lenk (Tamerlan), akinek érdekeit sértette Bajazid kis-ázsiai terjeszkedése, ultimátumban követelte, hogy Bajazid vonuljon ki a hűbéreseitől elfoglalt területekről. A sorsdöntő ankarai csatában 1402. július 20-án a szultán döntő vereséget szenvedett.[forrás?] Maga Bajazid is fogságba esett, akivel Timur eleinte nemes lelkűen bánt. Azonban egy szökési kísérlet után szigorú őrizet alá helyezte a szultánt. Az azonban csak monda, hogy vadállat módjára ketrecbe záratta volna.

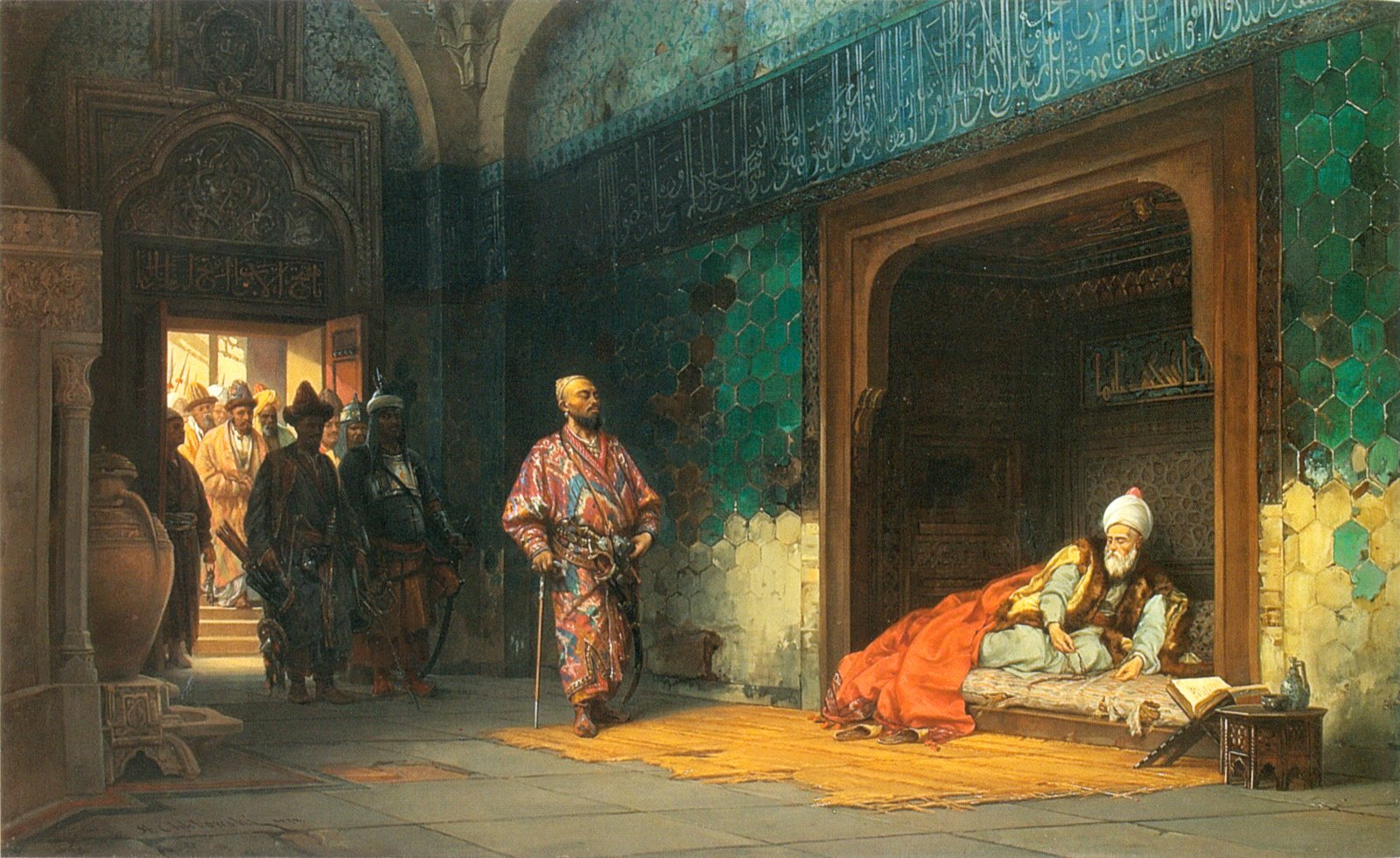
Stanisław Chlebowski: Timur Lenk fogságba ejti Bajazidot

A hatalmának magaslatáról lezuhant szultán a következő év elején a fogságban elhunyt. A 49 éves szultán március 8-án állítólag öngyilkosságot követett el.[forrás?]
Fiai megosztoztak birodalmán, így bekövetkezett a 10 esztendeig (1412-ig) tartó oszmán interregnum.